# Pedro Ramírez Vázquez

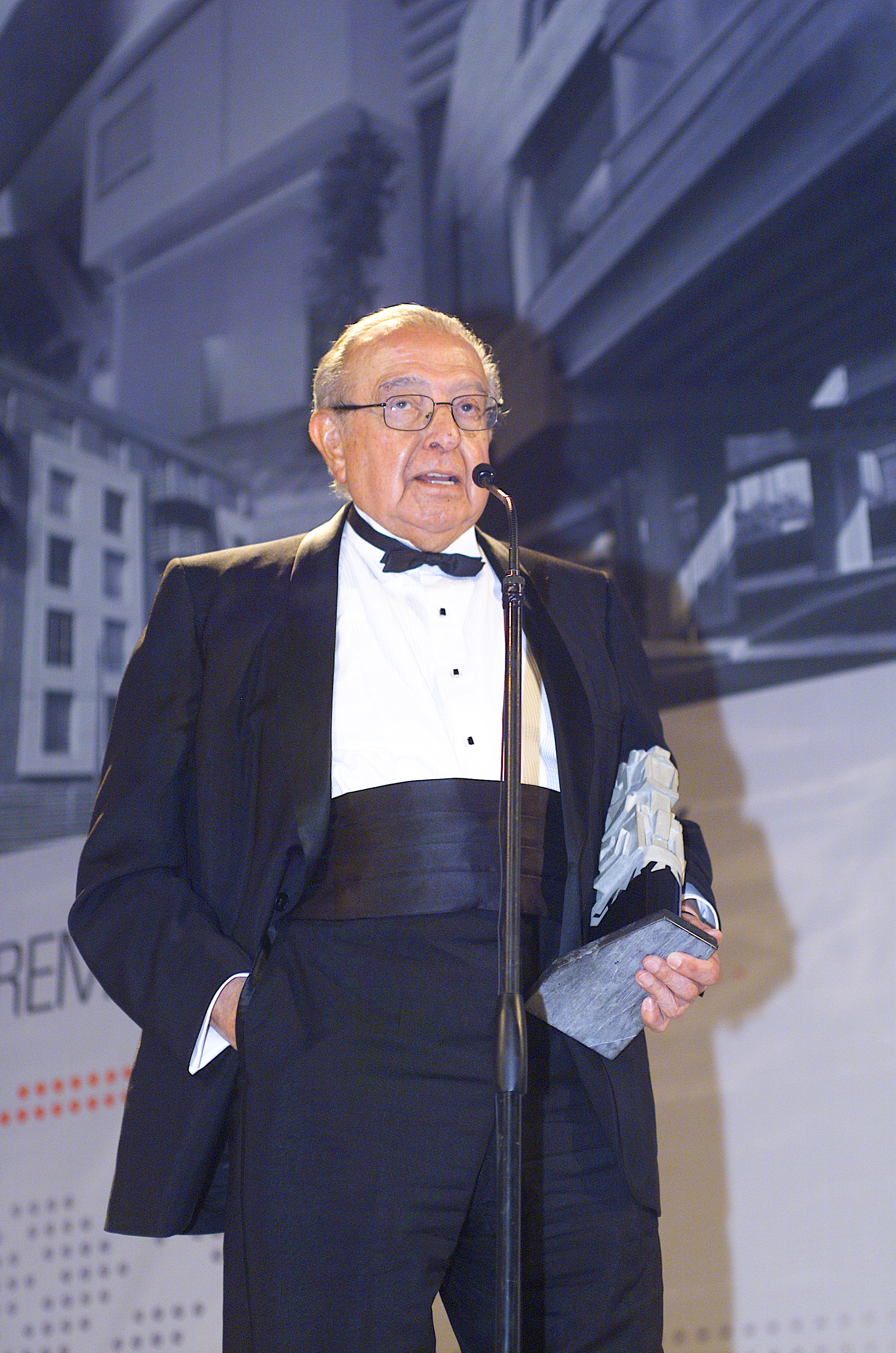
Pedro Ramírez Vázquez

Pedro Ramírez Vázquez (* 16. April 1919 in Mexiko-Stadt; † 16. April 2013 ebenda) war ein mexikanischer Architekt und Designer. Er gilt als Begründer der modernen mexikanischen Architektur und war Präsident des Organisationskomitees für die Olympischen Spiele 1968 in Mexiko.

## Leben
Pedro Ramírez Vázquez studierte Architektur an der Nationalen Hochschule für Architektur der Universidad Nacional Autónoma de México (UNAM) bis 1943. Zwischen 1955 und 1957 entstanden in Mexiko-Stadt fünfzehn Märkte, die er gemeinsam mit den Architekten Rafael Mijares Alcérreca, Juan José Díaz Infante Núñez und Javier Echeverría entwarf. Von 1958 bis 1964 war er Vorsitzender des Comité Administrador del Programa Federal de Construcción de Escuelas (CAPFCE), außerdem war Ramírez Vázquez Präsident des Organisationskomitees der Olympischen Sommerspiele 1968 in Mexiko-Stadt.
Er war 1967 einer der Mitbegründer der Academia de Artes und „nummeriertes Mitglied“ (Miembro de Número) der Academia de Artes, Mitglied im Sistema Nacional de Creadores de Arte (SNCA) und der International Academy of Architecture (IAA).
Er war Gründer und erster Rektor der Universidad Autónoma Metropolitana und von 1976 bis 1982 Sekretär des Secretario de Asentamientos Humanos y Obras Públicas.

## Werke

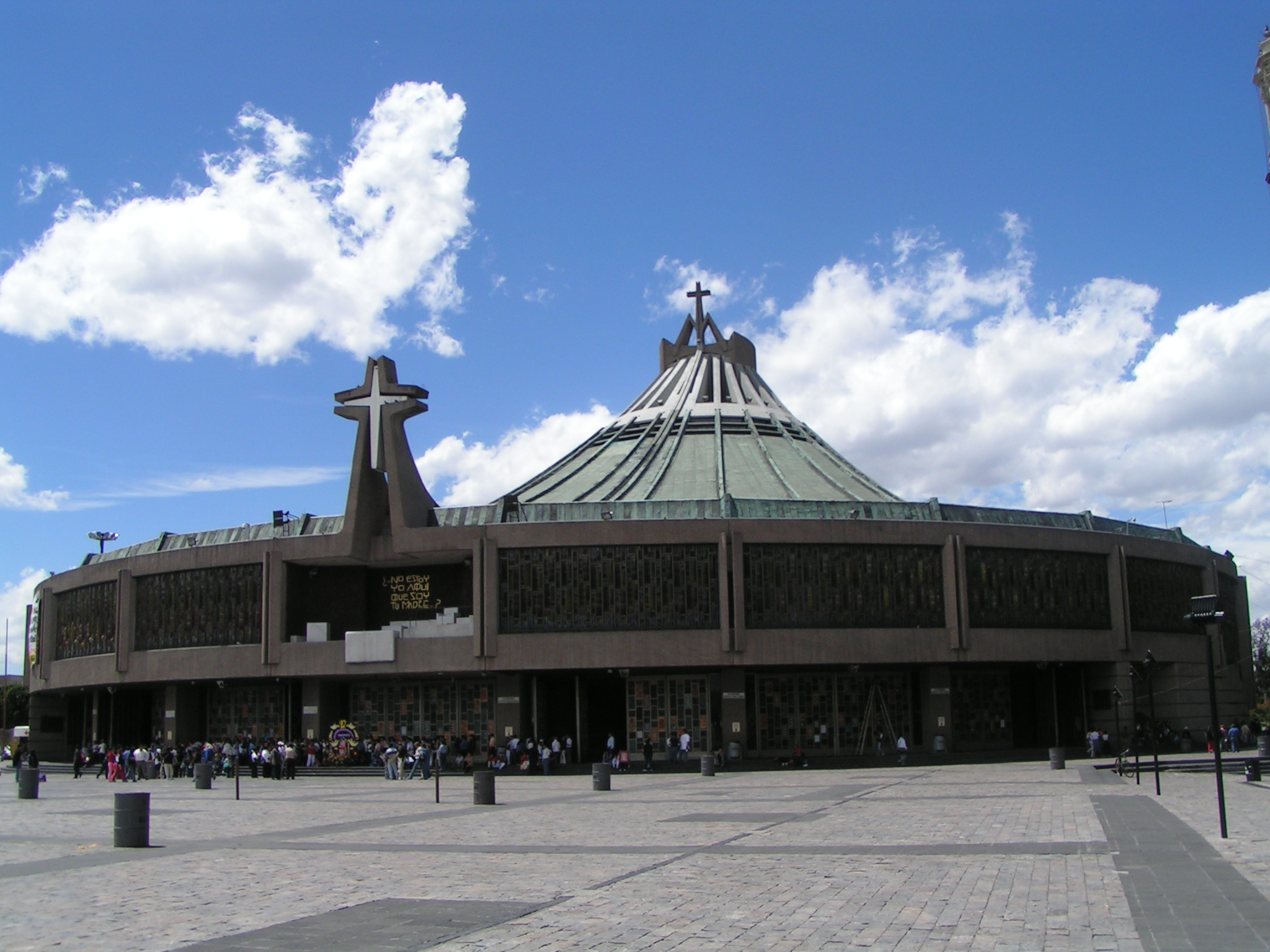
Die Basilika Unserer Lieben Frau von Guadalupe in Mexiko-Stadt

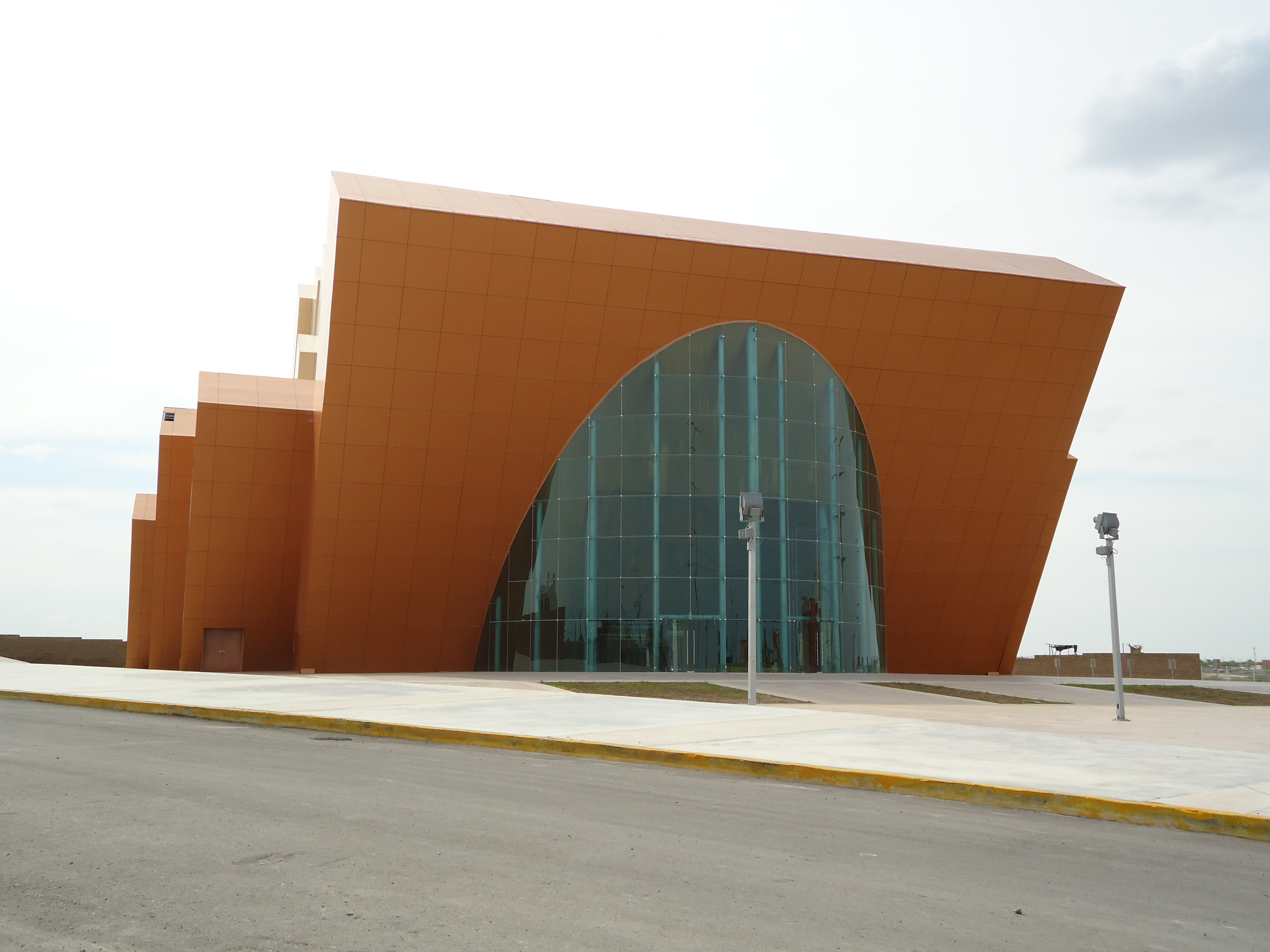
Das Stadttheater in Piedras Negras (Mexiko)

Sein bekanntestes Werk ist die 1974 geweihte Basilika Unserer Lieben Frau von Guadalupe in Mexiko-Stadt. In seinem Heimatland entwarf er außerdem u. a.:
- das 1964 in Zusammenarbeit mit Mijares und Jorge Campuzano entstandene Museo Nacional de Antropología
- das Estadio de Futbol Azteca (1966)
- den Torre de Tlatelolco an der Plaza de las Tres Culturas (1970 fertiggestellt)
- die japanische Botschaft in Mexiko-Stadt (1975)
- den Sitz des mexikanischen Parlamentes, des Congreso de la Unión (1980)
- das Stadttheater „José Manuel Maldonado Maldonado“ in Piedras Negras (2010)[3]

Zudem schuf er zahlreiche bedeutende Bauten in mehreren Ländern Lateinamerikas und der Karibik, darunter viele Museen, sowie u. a.:
- die Residenz des Staatspräsidenten von Costa Rica in San José (1976)
- das Denkmal für Antonio de Montesinos (1480–1540) in Santo Domingo, Dominikanische Republik, mit dem Standbild von Antonio Castellanos Basich (1982)
- den Centro Latinoamericano y del Caribe der University of the West Indies in Kingston, Jamaika (1994)

Zu seinen Bauten in anderen Kontinenten zählen:
- in Griechenland das Avery-Brundage-Museum in Olympia
- in Italien die Kapelle „Nostra Signora di Guadalupe“ in Rom
- in Tansania mehrere Regierungsgebäude in der neuen Hauptstadt Dodoma
- im Senegal das Museum für schwarzafrikanische Kulturen in Dakar
- im Iran das Nationalmuseum in Teheran
- in Ägypten das Nubische Museum (Mathaf el Nuba) in Assuan
- in Spanien den mexikanischen Pavillon für die Weltausstellung 1992 in Sevilla.[4]

## Auszeichnungen
- 1966: Ehrenmitglied des Bundes Deutscher Architekten BDA
- 1968: Nationaler Jean-Tschumi-Preis des internationalen Architektenverbandes
- 1972: Nationaler Kunstpreis (Mexiko)
- Ehrenpreis beim Internationalen Festival für Architektur und Bildende Kunst
- Belgischer Goldorden
- Preis bei der XIII. Triennale, Mailand
- Große Goldmedaille der französischen Akademie für Architektur
- 1996: Olympischer Preis des Olympischen Komitees, Atlanta

## Galerie

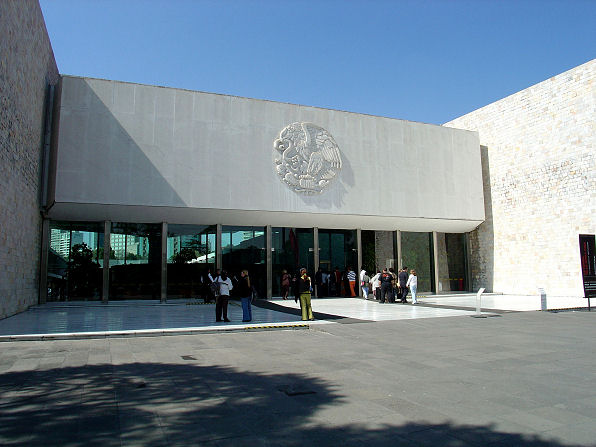
Museo Nacional de Antropología (mit Mijares und Campuzano)
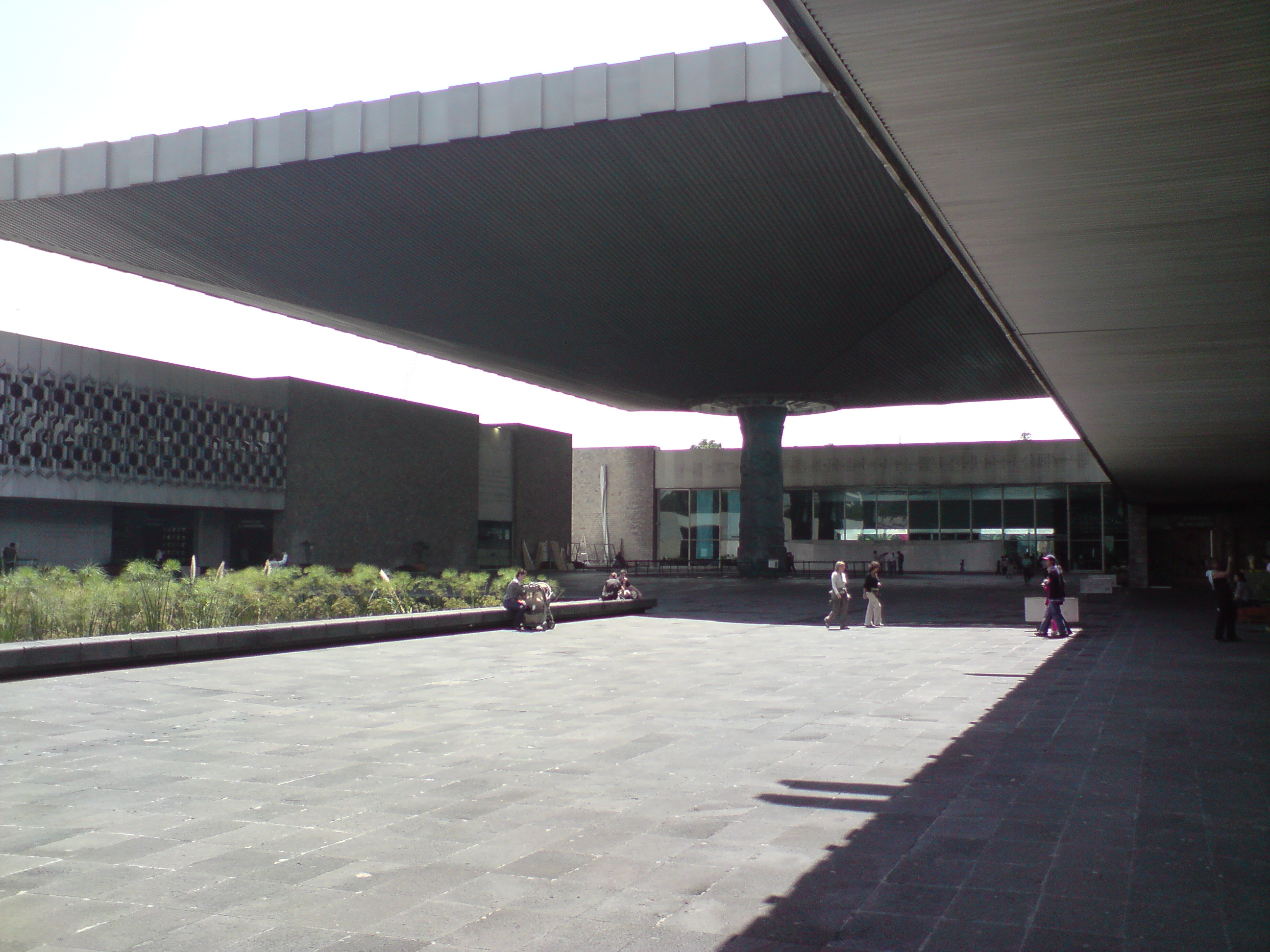
Museo Nacional de Antropología
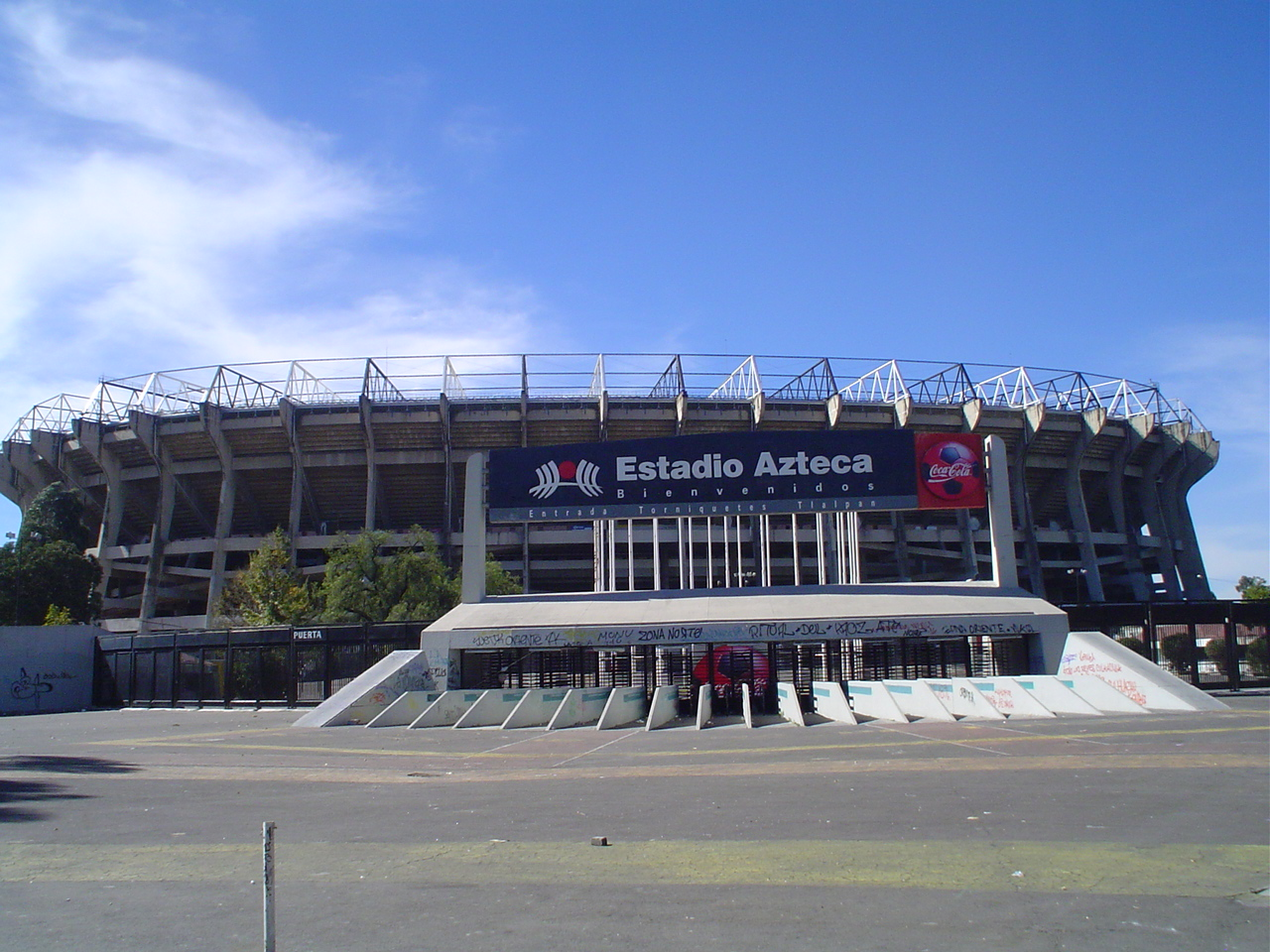
Estadio Azteca (mit Mijares)
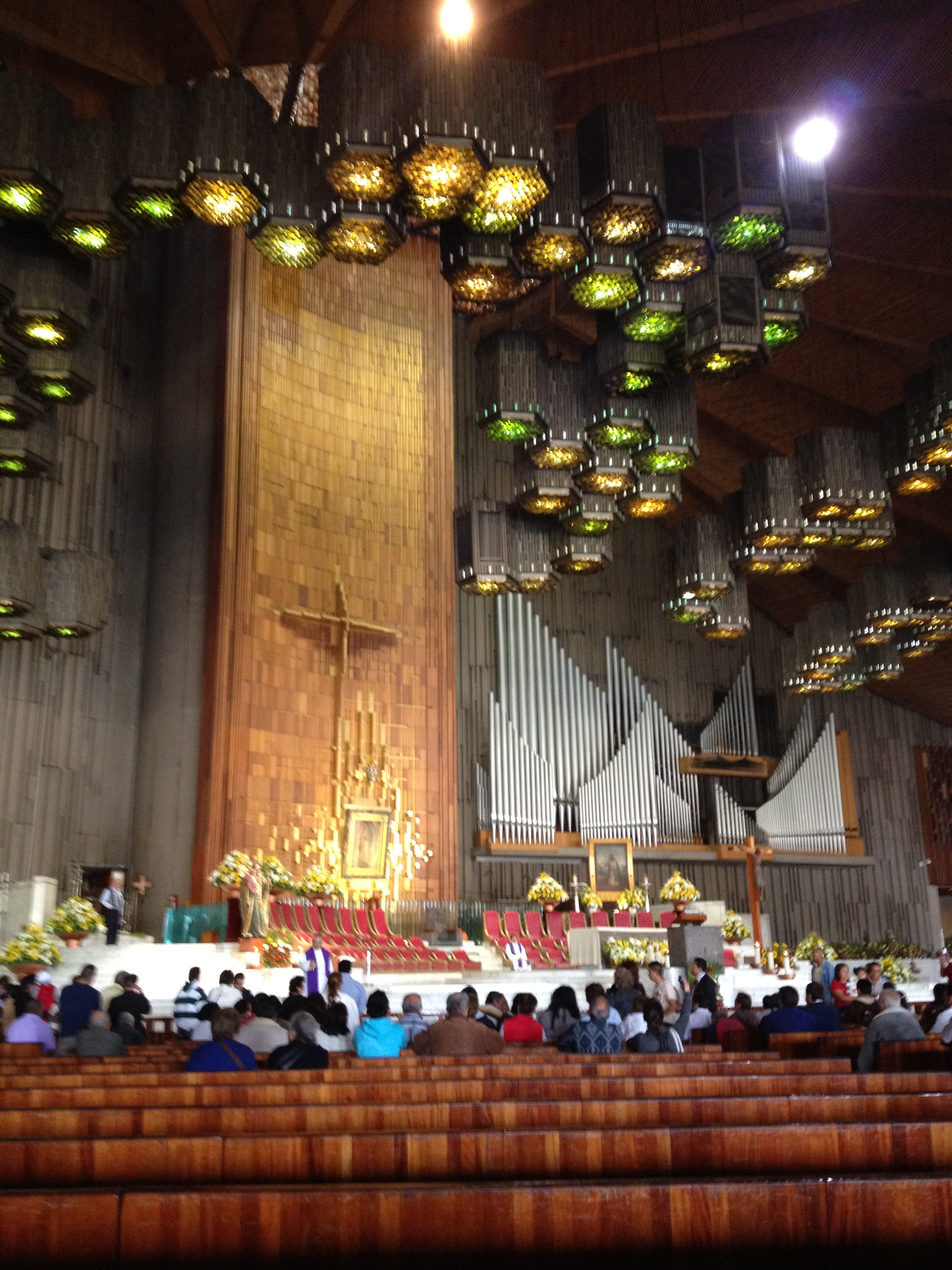
Neue „Basilika Unserer Frau von Guadalupe“